# La víctima número 8
La víctima número 8 va ser una sèrie de televisió espanyola produïda per Telemadrid i ETB en col·laboració amb Mediapro, a través de les productores Globomedia i K2000. Es va emetre de manera simultània a Telemadrid i ETB 2 a l'octubre de 2018.

## Trama
Un atemptat yihadista en ple centre històric de Bilbao acaba amb la vida de set persones i en deixa malferides més d'una trentena, moltes d'elles de gravetat.
Víctimes i botxins seran a parts iguals els protagonistes d'una trama en clau personal. Narrada com un thriller, la història explica com aquests personatges viuen les conseqüències de la barbàrie. La investigació policial se centrarà en atrapar els responsables de la matança, una cacera en la qual els personatges es veuran immersos en una vertiginosa espiral repleta de girs inesperats.

## Repartiment

### Principal
- César Mateo com a Omar Jamal Salama.
- María de Nati com a Edurne Aranguren.
- Verónika Moral com a Koro Olaegi.
- Iñaki Ardanaz com a Gaizka Azkárate.
- Farah Hamed com a Adila Salama.
- Lisi Linder com a Almudena Ortiz Cano.
- Khaled Kouka com a Ibrahim Jamal.
- Óscar Zafra com a Juan Antonio Gorostiza.
- Jesús Ruyman com a el Comisario Muguruza.
- Alfonso Torregrosa com a José María Azkárate.
- Itziar Lazkano com a Concha.
- Son Khoury com a Zakir Jamal Salama.
- Youssef Bougarouame com a Aissa Jamal Salama.
- Marcial Álvarez com a Juan Echevarría "Eche".
- Iñaki Font com a Gorka Azkárate.
- Itziar Aizpuru com a María.
- Moussa Echarif com a Ahmed Hakimi.
- Auritz Salteráin com a Iker Azkárate.

### Convidat
- Adela González com ella mateixa.
- África Baeta com ella mateixa.
- Xabier García Ramsden com ell mateix.
- Dani Álvarez com ell mateix (veu).
- Sonia Hernando com ella mateixa (veu).

## Episodis
| Núm. | Títol                                           | Direcció                       | Data d'emissió original |
| ---- | ----------------------------------------------- | ------------------------------ | ----------------------- |
| 1    | «Omar»                                          | Alejandro Bazzano              | 10 d'octubre de 2018    |
| 2    | «Los milagros no existen»                       | Alejandro Bazzano i Menna Fité | 17 d'octubre de 2018    |
| 3    | «Empezar a creer»                               | Alejandro Bazzano i Menna Fité | 24 d'octubre de 2018    |
| 4    | «El tiro de gracia»                             | Alejandro Bazzano i Menna Fité | 31 d'octubre de 2018    |
| 5    | «Una teoría de mierda»                          | Alejandro Bazzano i Menna Fité | 7 de novembre de 2018   |
| 6    | «Un tiburón que nos haga aún más ricos a todos» | Alejandro Bazzano i Menna Fité | 14 de novembre de 2018  |
| 7    | «El síndrome del nido»                          | Alejandro Bazzano i Menna Fité | 21 de novembre de 2018  |
| 8    | «Muy fácil o muy difícil»                       | Alejandro Bazzano i Menna Fité | 28 de novembre de 2018  |